# Talagamurni
Talagamurni is een bestuurslaag in het regentschap Sukabumi van de provincie West-Java, Indonesië. Talagamurni telt 5401 inwoners (volkstelling 2010).